# Holomelina rogersi
Holomelina rogersi är en fjärilsart som beskrevs av Druce 1885. Holomelina rogersi ingår i släktet Holomelina och familjen björnspinnare. Inga underarter finns listade i Catalogue of Life.